# Complemento di allontanamento
Nella sintassi della frase semplice, si definisce complemento di allontanamento una particolare fattispecie del complemento di moto da luogo: introdotto generalmente dalla preposizione da, esso indica, in presenza di verbi come allontanare, rimuovere, respingere, espellere, escludere, difendere,, la persona, la cosa o il luogo da cui ci si allontana, sia in senso proprio che figurato. Può essere espresso anche dalla particella ne oppure essere dipendente da un aggettivo.
Più precisamente va denominato complemento di separazione quando l'idea della divisione prevale su quella del movimento, perciò in dipendenza di verbi come separare, dividere, disgiungere, distinguere, differire, dissentire.

## Esempi
- Gli emigranti si allontanano dalla patria.
- Li respingono dai loro confini.
- Lucio Bruto rimosse dai suoi concittadini il giogo della schiavitù.
- Il fiume Garonna divide i Galli dagli Aquitani. (Cesare)
- Come si possono distinguere i sogni veri da quelli fallaci? (Cicerone)
- Ce ne siamo liberati in fretta.
- Dobbiamo essere liberi da paure.
- Mi trovo spesso in disaccordo con te.